# Stenochironomus hastatus
Stenochironomus hastatus är en tvåvingeart som beskrevs av Oksana V. Zorina 2001. Stenochironomus hastatus ingår i släktet Stenochironomus och familjen fjädermyggor. Inga underarter finns listade i Catalogue of Life.